# Éverard de Gateley
Éverard de Gateley fou un escriptor anglonormand actiu en la segona meitat del segle xii.
Era un monjo de l'abadia de Bury Saint Edmund, originari de Gateley (Norfolk). És autor de tres Miracles de la Mare de Déu. El primer és una de les moltes variants del relat en què la verge Maria s'apareix en somnis a un clergue malalt de càncer a la boca i el cura donant-li el pit. El clergue desperta curat, i narra el miracle al seu bisbe abans de morir després d'haver rebut la comunió.